# Amt Lubmin
Het Amt Lubmin is een samenwerkingsverband van 10 gemeenten in het Landkreis Vorpommern-Greifswald in de Duitse deelstaat Mecklenburg-Voor-Pommeren. Het Amt telt 10.419 inwoners. Het bestuurscentrum bevindt zich in Lubmin. 

## Gemeenten
1. Brünzow (658)
2. Hanshagen (895)
3. Katzow (591)
4. Kemnitz (1.150)
5. Kröslin (1.756)
6. Loissin (797)
7. Lubmin * (2.108)
8. Neu Boltenhagen (570)
9. Rubenow (794)
10. Wusterhusen (1.100)